# 하치만마에역 (와카야마현)
하치만마에역(일본어: 八幡前駅, はちまんまええき)은 일본 와카야마현 와카야마시에 있는 난카이 전기철도 가다 선의 역이다. 역 번호는 NK44-3이다.

## 역 구조
교환 설비를 갖춘 상대식 승강장 2면 2선의 지평역이다. 역사는 가타 방면 승강장의 가다 역 방향과 접하고 있으며, 와카야마시 방면 승강장으로 가려면 구내 건널목을 건널 필요가 있다. 화장실이 설치되어 있다. 좋은 자리.

### 승강장
| 역사측 | 가다 선(하행) | 가다 방면                                                          |
| 반대측 | 가다 선(상행) | 와카야마시 방면 (간사이쿠코・난바; 와카야마시(또는 기노카와) 환승) |

## 역 주변
주위에는 민가들이 즐비하다.
- 기노모토하치만구 - 도보로 20분 정도 걸리기 때문에 와카야마시역에서 와카야마 버스 이용이 편리하고 난카이 전철 측에서도 와카야마시 역을 권장하고 있다.
- 와카야마 후루야 우체국
- 와카야마 노재 병원

## 역사
- 1912년 6월 16일: 가다 경편 철도의 개통과 동시에 영업 개시.
- 1930년 12월 22일: 회사명 변경에 의하여 가다 전기철도의 역이 됨.
- 1942년 2월 1일: 회사 합병으로 난카이 철도역이 됨.
- 1944년 6월 1일: 회사 합병으로 긴키 닛폰 철도의 역이 됨.
- 1947년 6월 1일: 노선 양도로 인하여 난카이 전기철도의 역이 됨.

## 인접역
| 난카이 전기철도 가다 선           | 난카이 전기철도 가다 선 | 난카이 전기철도 가다 선   |
| --------------------------------- | ----------------------- | ------------------------- |
| NK44-2 나카마쓰에 와카야마시 방면 |                         | 니시노쇼 NK44-4 가다 방면 |